# Féricy
Féricy és un municipi francès, situat al departament de Sena i Marne i a la regió de Illa de França. L'any 2007 tenia 632 habitants.
Forma part del cantó de Nangis, del districte de Melun i de la Comunitat de comunes Brie des Rivières et Châteaux.

## Demografia

### Població
El 2007 la població de fet de Féricy era de 632 persones. Hi havia 209 famílies, de les quals 43 eren unipersonals (17 homes vivint sols i 26 dones vivint soles), 55 parelles sense fills, 102 parelles amb fills i 9 famílies monoparentals amb fills.
La població ha evolucionat segons el següent gràfic:
Habitants censats

### Habitatges
El 2007 hi havia 299 habitatges, 227 eren l'habitatge principal de la família, 59 eren segones residències i 13 estaven desocupats. 288 eren cases i 7 eren apartaments. Dels 227 habitatges principals, 182 estaven ocupats pels seus propietaris, 36 estaven llogats i ocupats pels llogaters i 9 estaven cedits a títol gratuït; 3 tenien una cambra, 7 en tenien dues, 27 en tenien tres, 56 en tenien quatre i 133 en tenien cinc o més. 164 habitatges disposaven pel capbaix d'una plaça de pàrquing. A 82 habitatges hi havia un automòbil i a 137 n'hi havia dos o més.

### Piràmide de població
La piràmide de població per edats i sexe el 2009 era:
| Homes | Edats   | Dones |
| ----- | ------- | ----- |
| 0     | 95 o +  | 0     |
| 4     | 90 a 94 | 4     |
| 0     | 85 a 89 | 4     |
| 8     | 80 a 84 | 8     |
| 4     | 75 a 79 | 4     |
| 8     | 70 a 74 | 20    |
| 16    | 65 a 69 | 12    |
| 12    | 60 a 64 | 12    |
| 12    | 55 a 59 | 16    |
| 28    | 50 a 54 | 24    |
| 16    | 45 a 49 | 12    |
| 24    | 40 a 44 | 32    |
| 12    | 35 a 39 | 28    |
| 16    | 30 a 34 | 20    |
| 8     | 25 a 29 | 4     |
| 12    | 20 a 24 | 0     |
| 28    | 15 a 19 | 12    |
| 32    | 10 a 14 | 12    |
| 24    | 5 a 9   | 28    |
| 20    | 0 a 4   | 8     |

## Economia
El 2007 la població en edat de treballar era de 405 persones, 308 eren actives i 97 eren inactives. De les 308 persones actives 282 estaven ocupades (148 homes i 134 dones) i 26 estaven aturades (9 homes i 17 dones). De les 97 persones inactives 23 estaven jubilades, 49 estaven estudiant i 25 estaven classificades com a «altres inactius».

### Ingressos
El 2009 a Féricy hi havia 221 unitats fiscals que integraven 605,5 persones, la mediana anual d'ingressos fiscals per persona era de 24.704 €.

### Activitats econòmiques
Dels 14 establiments que hi havia el 2007, 3 eren d'empreses de fabricació d'altres productes industrials, 1 d'una empresa de construcció, 3 d'empreses de transport, 5 d'empreses de serveis i 2 d'empreses classificades com a «altres activitats de serveis».
Dels 3 establiments de servei als particulars que hi havia el 2009, 1 era una oficina de correu, 1 taller de reparació d'automòbils i de material agrícola i 1 perruqueria.
L'any 2000 a Féricy hi havia 6 explotacions agrícoles.

## Equipaments sanitaris i escolars
El 2009 hi havia una escola elemental integrada dins d'un grup escolar amb les comunes properes formant una escola dispersa.

## Poblacions més properes
El següent diagrama mostra les poblacions més properes.